# فهد الصقري
فهد الصقري لاعب كرة قدم سعودي و يلعب في مركز الجناح الأيسر .
كانت بداياته مع نادي الطائي و في عام 2015 وقع مع الفيصلي و عاد إلى نادي الطائي 2017 و وقع مع النادي العربي في عام 2018 و انتقل إلى نادي الشعلة في عام 2019 و وقع بعدها مع نادي اللواء.

## روابط خارجية
- فهد الصقري على موقع Soccerway.com (الإنجليزية)
- فهد الصقري على موقع كووورة